# Бетика

Римская провинция Бетика на карте около 117 года

Бе́тика (лат. Baetica) — древнеримская провинция, находившаяся главным образом на территории нынешней Испании, на юге Пиренейского полуострова, соответствовавшая нынешней Андалусии с прилежащими частями Эстремадуры и португальской провинции Алентежу.
Считалась наиболее плодородной и наилучше возделанной из всех римских провинций, с весьма развитой промышленностью и торговлей: экспортировала массу хлеба в Рим. Страбон насчитывает в ней до 250 городов, из которых особенно известны были Га́дес (современный Кадис), Ко́рдуба (Кордова), бывшая столицей провинции, Ги́спалис (Севилья) и др. Обитателями страны были впоследствии смешавшиеся с пришлым населением племена: турдетаны, бастулы, кельты, турдулы; первым особенно быстро привились римские нравы и римская цивилизация. Эта территория уже была полностью романизирована в начале имперского периода.
Со времён Августа Бетика была единственной из трёх пиренейских провинций, которая была сенатской провинцией. Многие знаменитые римские писатели императорского периода были уроженцами Бетики, как, например, Сенека, Лукан, Марциал и др. При императоре Веспасиане почти все свободные жители провинции получили латинское гражданство (ius Latii).